# Lago Brenet
O Lago Brenet é um lago localizado na Suiça. Localiza-se no Vale de Joux, no cantão de Vaud. Encontra-se localizado ao norte do Lago Joux, a 200 metros de distância. Encontra-se a 1002 metros de altitude relativamente ao nível do mar e a 2 metros abaixo do Lago de Joux. É usado como reservatório da usina hidrelétrica de Vallorbe.